# 阿尔德·斯亨克
阿尔德·斯亨克（荷蘭語：Ard Schenk，1944年9月16日—），荷兰男子速度滑冰运动员。他曾代表荷兰参加1964年、1968年和1972年三届在冬季奥运会速度滑冰比赛，共获得3枚金牌和1枚银牌。